# Thủy điện Sông Bung 2
Thủy điện Sông Bung 2 là công trình thủy điện xây dựng trên dòng sông Bung tại vùng đất xã Zuôih và xã La Dêê huyện Nam Giang tỉnh Quảng Nam, Việt Nam .
Công trình thuộc hệ thống bậc thang sông Vu Gia - Thu Bồn .
Thủy điện Sông Bung 2 có công suất lắp máy 100 MW với 2 tổ máy, sản lượng điện hàng năm 425,57 triệu KWh, khởi công năm 2012 , hoàn thành năm 2017 .
Thủy điện Sông Bung 2 được Ủy ban điều hành quốc tế về CDM (EB quốc tế) công nhận là dự án CDM ngày 13/12/2012.

## Sự cố
Chiều 13/9/2016 xảy ra sự cố vỡ ống dẫn dòng thủy điện, cuốn trôi hai người và nước tràn ngập gây thiệt hại hoa màu của dân. Nó được coi là 'Sự cố hết sức nghiêm trọng' .

## Sông Bung
Sông Bung là phụ lưu cấp 1 của sông Vu Gia.